# Charles Edward Callwell
Sir Charles Edward Callwell (* 2. April 1859 London; † Mai 1928 ebenda) war ein britischer Berufsoffizier.
Er gilt nach Douglas Porch als der „Clausewitz der kolonialen Kriegführung“.  Sein 1896 erschienenes Werk: Small Wars. Their Principles & Practice war die erste systematische militärgeschichtliche Untersuchung der europäischen Kolonialkriege der zweiten Hälfte des 19. Jahrhunderts. Die nach dem Ersten Weltkrieg praktisch in Vergessenheit geratene Analyse gewann in den 1990er Jahren neues Interesse, da vorzugsweise angloamerikanische Militärhistoriker Parallelen zu den so genannten Neuen Kriegen erkannten, die in der Regel als asymmetrische Kriegführung gekennzeichnet werden.

## Militärische Laufbahn
Callwell trat 1878 in die Royal Artillery ein und diente 1878 bis 1881 in Afghanistan (Zweiter Anglo-Afghanischer Krieg) und in Südafrika 1880–1881 (Erster Burenkrieg). 1885 besuchte er das Staff College Camberley und war von 1887 bis 1892 aufgrund seiner hervorragenden Sprachkenntnisse als Nachrichtenoffizier der War Office intelligence branch zugeteilt. Während des Zweiten Burenkriegs 1899 bis 1902 kommandierte er eine mobile oder fliegende Kolonne gegen burische Kommandos. Nach dem Krieg kehrte er ins War Office zurück und wurde 1909 als Oberst verabschiedet.
Beim Ausbruch des Ersten Weltkriegs wurde Callwell als Generalmajor auf Zeit wieder in den Dienst berufen und diente unter Feldmarschall Herbert Kitchener, 1. Earl Kitchener, im War Office als Direktor der Militäroperationen. Im Januar 1916 wurde Callwell von diesem Posten abgelöst; offenbar, weil ihm eine Teilverantwortung für das Desaster des Dardanellenfeldzugs gegen das Osmanische Reich zugeschoben wurde. Anschließend hielt er sich zeitweise in Russland auf, wo er im Rahmen einer Militärmission tätig war. Am Kriegsende war er im Munitionsministerium tätig. An Anerkennung seiner Leistungen wurde er 1917 als Knight Commander des Order of the Bath geadelt.

## Schriftstellerische Tätigkeit
Callwell hatte bereits in den 1880er Jahren begonnen, schriftstellerisch tätig zu werden. Sein Aufsatz: Lessons to Be Learned from the Campaigns in Which British Forces Have Been Employed Since the Year 1865 gewann 1887 den Preis der Royal United Service Institution. Dieser Aufsatz wurde die Grundlage für Small Wars im Jahr 1896.
Callwell unterschied die potentiellen indigenen Gegner des Britischen Reiches in Übersee in  sechs Kategorien:
1. Europäisch ausgebildete Eingeborene wie die Sikhs in Indien in den 1840er Jahren,
2. Halborganisierte Truppen wie die afghanische Armee,
3. Disziplinierte aber „primitive“ Eingeborenenarmeen wie die der Zulus in Südafrika,
4. „Fanatische“ Stammeskrieger wie die Derwische im Sudan,
5. „Echte“ Guerilleros wie die Māori in Neuseeland und die so genannten dacoits in Burma,
6. Die Buren, die er aufgrund ihrer europäischen Herkunft und ihrer Berittenheit als Guerilla eine eigene Kategorie zumaß.

Callwell erkannte aufgrund des vergleichenden Studiums auch anderer Kolonialmächte bis hin zu den USA, dass die Hauptprobleme der Kriegsführung in Übersee weniger der militärische Gegner als denn die geographischen und klimatischen Bedingungen waren. Vor allem warnte er davor, in einen Guerillakrieg involviert zu werden, weil dies zwangsläufig zu einer Konfrontation mit der Zivilbevölkerung führen würde. Auch warnte Callwell vor dem Irrglauben der technischen Überlegenheit der europäischen Streitkräfte. Aufgrund seiner Untersuchungen kam er zu dem Schluss, dass letztlich eine bessere Disziplin und Taktik und eine überlegene Kampfmoral den Ausgang diverser Kolonialkriege entschieden hätten.
Callwells Werk, das 1906 in der dritten Auflage erschien und bereits die Erfahrungen des Zweiten Burenkriegs beinhaltete, geriet nach dem Ersten Weltkrieg praktisch in Vergessenheit, da sich die Zahl der Kolonialkriege drastisch reduzierte und das Empire die Methode des Air Policing bevorzugte, d. h. den notfalls massiven Einsatz von Luftstreitkräften gegen Aufständische. Charles W. Thayer, der 1962/63 intensiv die neuere Geschichte des Guerillakriegs studierte, war Callwell offenbar unbekannt. Im Gegensatz hierzu hielt ihn der deutsche Militärhistoriker Werner Hahlweg auch 1968 noch für einen bedeutenden Militärtheoretiker und Small Wars für ein Standardwerk zur Theorie der Guerillakriegführung:

„Dieses Werk beruhte auf den reichen, weltweiten Kolonialerfahrungen der Engländer. Umfassend, geradezu enzyklopädisch angelegt, darf es mit Recht als eines der grundlegenden Bücher über Erscheinungsformen, Möglichkeiten und Führungspraktiken der neuzeitlichen Guerilla angesprochen werden: als lehrhaft-konkretes Ergebnis einer vielfachen wechselvollen Begegnung der Weißen mit der farbigen Welt in diesem Bereich.“

Eine von Douglas Porch verfasste Kurzanalyse von Small Wars findet sich in seinem Vorwort zur Ausgabe von 1996.